# Palubní přístroje motorových vozidel
Palubní přístroje motorových vozidel vytvářejí a zpracovávají různé druhy signálu. 

## Snímače
Typy: mechanický, hydraulický, optický, indukční, Hallův, piezoelektrický
- Snímač tlaku (membránový, piezoelektrický)
- Snímač teploty (kapalinový, NTC, PTC)
- Snímač polohového úhlu (mechanický, optický, indukční, Hallův; Hallův s clonovým rotorem, s magnetem nebo s kolečkem generátoru impulzů)
- Snímač polohy (potenciometr)
- Snímače s vícestupňovým zpracováním signálu
  - úhlu natočení
  - ultrazvukový
  - rychlosti natáčení
  - akcelerační
  - složení plynů
  - optické (deště, znečištění a prasklin skla)
  - síly
  - hladiny
- Snímač zatížení motoru
  - Měřič objemového proudu vzduchu
  - Měřič hmotnostního množství vzduchu (s vyhřívaným drátkem, s vyhřívanou fólií, s vyhřívanou fólií se snímačem zpětného proudění)
  - Snímač tlaku v sacím potrubí

## Měřicí přístroje
Měřicí přístroje jsou buď analogové (s otočnou cívkou, s otočným magnetem) nebo digitální. 
V motorových vozidlech, případně i v jiných podobných vozidlech či zařízeních, se používají například tyto měřicí přístroje: 
- Rychloměr, tachograf, tachometr
- Otáčkoměr
- Palivoměr a měřič spotřeby
- Teploměr
- Voltmetr a ampérmetr

## Signalizace
- Signální světla (kontrolky, viz též Osvětlení motorového vozidla#Návěstní a signalizační zařízení)
- Signální houkačka (vibrační s rezonanční deskou, vibrační s rezonanční trubkou, pneumatická, s piezokrystalem)

## Přenos dat
- Elektrický po jednom vodiči
  - Multiplex
  - Local Interconnect Network (LIN)
- Elektrický po dvojlince
  - Controller Area Network
- Optický impulzní
  - Domestic Digital Bus (D2B)
  - Media Oriented System Transport (MOST)
- Optický nebo radiový
  - Byteflight
- Bezdrátový
  - Bluetooth